# Корниец, Леонид Романович
Леони́д Рома́нович Корни́ец (укр. Леонід Романович Корнієць; 8 (21) августа 1901 — 29 мая 1969) — советский украинский политический деятель. Генерал-лейтенант СССР.

## Биография
Родился 21 августа 1901 года в городе Бобринец Елисаветградского уезда Херсонской губернии, ныне Кировоградской области, в семье служащего, садовника Бобринецкой городской управы.
Высшего образования не получил. Закончил церковно-парафийную школу (1914), четырёхклассное высшее начальное училище (1918), 5-й класс гимназии (1920), профтехникум (1922) — все в городе Бобринец, и 1-й курс Бакинского политехнического института (1924).
Трудовую жизнь начал с 16 лет — работал чернорабочим, батрачил (работал), зарабатывая на обучение. После окончания профтехшколы до октября 1922 г. работал мотористом в слесарно-кустарно-механических мастерских Бобринца. С того времени и до апреля 1925 года был помощником учителя в 5-м Кавказском стрелковом полку 2-й Кавказской стрелковой дивизии РККА.

### Начало карьеры
После демобилизации до октября 1927 года руководил районным домом крестьянина в городке Братское Елисаветградского округа, заведовал отделом народного образования Братского райисполкома, агитпропотделом райкома КП(б)У в селе Большая Отвеса Елисаветградского округа, работал техническим секретарём Елисаветградского ОВК 1.
В октябре 1927 года назначен заведующим школой крестьянской молодёжи г. Братское, в сентябре 1928 года возглавил Елисаветградскую сельскохозяйственную профшколу. С ноября 1929 года работал инспектором отдела народного образования Елисаветградского горсовета, со временем — заместителем председателя Новопражского райисполкома.
В 1928 году окружная Контрольная комиссия КП(б)У объявила ему строгий выговор с предупреждением «за халатное отношение к обязанностям главы Наблюдательного совета сельскохозяйственного кредитного общества, которое допустило кредитование ответственных рабочих района». Партвзыскание сняли в 1936 году.
Несмотря на это, в июне 1931 года Корниец попал на руководящую работу — свыше двух лет работал заведующим орготделом Новопражского райкома КП(б)У, со временем — вторым секретарём Долинского райкома КП(б)У. С декабря 1936 г. возглавлял Магдалиновский райком, с декабря 1937 года был исполняющим обязанности первого секретаря Мелитопольского райкома в Днепропетровской области.

### Во главе республики
С февраля по август 1938 года исполнял обязанности второго секретаря Днепропетровского обкома КП(б)У. Рекомендовал его на эту должность Д. Коротченко, только что назначенный председателем Совнаркома УССР. В выводе отдела руководящих партийных органов ЦК КП(б)У (21 февраля 1938 года) отмечалось: «Тов. Корниец Л. Р. имеет большой опыт руководящей партийной работы, знает сельское хозяйство, советскую работу. Последнее время работает 1-м секретарём крупного Мелитопольского райкома КП(б)У. Тов. Коротченко характеризует его как серьёзного, инициативного партработника. Можно выдвинуть 2-м секретарём Д/петровского обкома КП(б)У». В 1938 г. Л. Корнийца избрали депутатом Верховного Совета УССР.
25-28 июля 1938 года в Киеве работала первая сессия Верховного Совета УССР первого созыва, во время которой Л. Корнийца избрали председателем Президиума Верховного Совета УССР.
Через год, во исполнение решения пленума ЦК КП(б)У (22-23 июля), Президиум Верховного Совета УССР 28 июля 1939 года назначил Л. Корнийца председателем СНК УССР. К выполнению своих должностных обязанностей вновь назначенный председатель правительства приступил с сентября.
Осенью 1939 года к Советскому Союзу и к УССР были присоединены западноукраинские территории. В ходе советизации только что присоединённых территорий, которую планировали и направляли из Москвы, определённую роль сыграл СНК УССР. Так, 9 ноября 1939 года Л. Корниец подписал постановление СНК № 1295 «Об ассигновании средств на проведение экскурсии делегации Западной Украины по областям УССР», согласно которой выделялось 170 тыс. рублей Харьковскому, Днепропетровскому, Одесскому, Запорожскому облисполкомам и Киевскому горсовету для «надлежащего ознакомления западноукраинских делегатов с преимуществами советского образа жизни». 10 декабря того же года Управлению делами Совнаркома было ассигновано ещё 120 тыс. рублей «на затраты по Западной Украине».
Согласно указаниям московского центра партийно-советское руководство республики приняло меры к огосударствлению промышленности. 8 декабря 1939 года Корниец вместе с Никитой Хрущёвым подписал общее постановление № 1618 СНК УССР и ЦК КП(б)У «О кооперативных организациях западных областей УССР», которое поручало кооперативам «приступить к организации потребительских обществ в западных областях УССР на основе устава, утверждённого постановлением Совнаркома Союза ССР и ЦК ВКП(б) от 25 января 1939 г.» Вместе с тем предлагалось: «Существующие кооперативные центры в западных областях УССР: Центросоюз (украинский), его окружные союзы, отделы польского союза кооперативов „СПОЛЕМ“, союзы „Народная торговля“, „Сільгосподар“, Маслосоюз, еврейский Молочарсоюз и ревизионные союзы украинских и русских кооперативов влить в систему кооперативов, с передачей торгово-технических баз, денежных и материально-имущественных ценностей правлениям кооперативов, которые организуются».
Согласно указу Президиума Верховного Совета СССР «О национализации промышленных предприятий и учреждений на территории Западной Украины» (4 декабря 1939) правительством республики 14 декабря было подписано собственное одноимённое решение. 11 марта 1940 года Л. Корниец подписал два специфических постановления СНК УССР: «О передаче НКВД Союза ССР и УССР домов на курортах западных областей Украины» и «О передаче Народному комиссариату обороны СССР домов на курортах областей Западной Украины».
Совнарком республики финансировал также печатание многочисленной пропагандистской литературы и изготовление соответствующей наглядной агитации, которая направлялась тогда в Западную Украину. Так, 19 декабря 1939 года правительственным решением выделялось 207 тыс. рублей «в уплату стоимости литературы, портретов и брошюр, изготовленных Госполитиздатом при Совете Народных Комиссаров УССР и присланных на территорию бывшей Западной Украины». В тот же день постановлением СНК 10 тыс. рублей направлялось на «оплату стоимости экспозиционных материалов, изготовленных для отдела Сталинской Конституции Центрального исторического музея и отправленных в г. Львов».

### В годыВеликой Отечественной войны
В годы войны СССР с нацистской Германией Л. Корниец был одним из организаторов эвакуации на восток промышленности республики, а также развёртывания советской партизанской и подпольной борьбы на оккупированной территории УССР. Он входил в состав узкого нелегального ЦК КП(б)У, созданного постановлением Политбюро ЦК ВКП(б) 2 октября 1942 года для руководства подпольно-партизанским движением на территории Украины. Одновременно как глава Совнаркома УССР он проводил значительную работу по обеспечению действующей армии оружием, боеприпасами, материально-техническими средствами и др.
Корниец исполнял обязанности главы СНК с июля 1941 года с перерывами: в июле 1941 — октябре 1942 года он был членом Военного совета Южного и Северо-Кавказского фронтов, Черноморской группы войск. В октябре 1942 — мае 1943 года возвратился к руководству Совнаркомом УССР, затем в сентябре 1943 года снова был членом Военного совета, но уже Воронежского фронта. И лишь в сентябре 1943 года возвратился к выполнению своих должностных обязанностей по руководству Совнаркомом УССР.
Начало освобождения территории республики от немецкой оккупации совпало с 25-летием провозглашения советской власти на Украине. 25 декабря 1942 года в Москве, в Колонном зале Дома Союзов состоялись торжества, посвящённые этому событию. Глава СНК УССР выступил на этом собрании с докладом, в котором рассказал о терроре захватчиков, массовом уничтожении гражданского населения, вместе с тем подчеркнув: «Не впервые свободолюбивый украинский народ поднялся на священную Отечественную войну, не впервые он побеждает трудности и бремя борьбы. Мы стойко верим в нашу победу и мы победим в этой борьбе». Сообщив об успехах Красной армии, которая уже освободила от гитлеровцев несколько десятков населённых пунктов Ворошиловградской области, Л. Корниец призвал к активной борьбе с врагом.
27 февраля 1943 года в Москве СНК УССР и ЦК ВКП(б) постановили восстановить работу школ в районах республики, освобождённых от оккупации. 14 марта партийно-государственным руководством УССР было подписано постановление об организации Центральной комиссии по вопросам помощи раненым и больным бойцам и командирам Красной армии.
В сентябре 1943 г. состоялся переезд из Москвы в Харьков Президиума Верховного Совета УССР, СНК УССР. 10-15 января 1944 года состоялся переезд в Киев Президиума Верховного Совета УССР, СНК УССР, ЦК КП(б)У и ряда наркоматов и центральных организаций республики.
В 1943—1944 годах Л. Корниец неоднократно посещал освобождённые от оккупации районы с целью восстановления работы партийных и советских органов, возрождения народного хозяйства, отладки работы культурных учреждений. Так, 16 января 1943 года был освобождён Меловский район Ворошиловградской области. Л. Корниец вместе с главой Президиума Верховного Совета УССР М. Гречухой и первым секретарём Ворошиловградского обкома партии А. Гаевым 1 февраля того же года провёл совещание с местным партийно-советским активом, во время которого обсуждались вопросы восстановления советской администрации, восстановления разрушенного народного хозяйства.
Очевидно, именно в это время Л. Корниец попал в немилость у Сталина. Мемуары Н. Хрущёва проясняют ситуацию:
Сталин начал рассказывать, на мой взгляд, в обидном тоне, как он вызвал Корнийца и поставил перед ним такую задачу: «Вот начали освобождать Украину. Выясните нужды и составьте список того, что вам потребуется для Украины». Корниец выдвинул свои просьбы, попросил какую-либо мелочь. А Сталин разозлился на него: «Человек совершенно не представляет, с какими нуждами встретится, когда приступит к руководству делом. Поэтому вы и будете членом Военного совета на этом направлении, возьмёте потом на себя организацию правительства и руководство теми районами Украины, которые освобождает Красная Армия».

### Последние годы
5 февраля 1944 года Президиум Верховного Совета УССР освободил Л. Корнийца от обязанностей председателя СНК УССР (председательство перешло к Н. Хрущёву). Шестая сессия Верховного Совета УССР 1-го созыва (март 1944 года) утвердила Л. Корнийца первым заместителем главы правительства республики. На этой должности он работал до марта 1950 года. С марта 1950 по ноябрь 1953 года был заместителем председателя Совета Министров УССР. В это же время занимал должности в союзном правительстве: с ноября 1953 года — член Бюро по сельскому хозяйству и заготовкам при Совете Министров СССР, и министр заготовок СССР, с мая 1956 по 1958 год — министр хлебопродуктов СССР, в 1958—1961 годах — председатель Государственного комитета СМ СССР по хлебопродуктам — министр СССР, в 1961—1963 годах — первый заместитель председателя Государственного комитета заготовок Совета Министров СССР — министр СССР, с января 1963 года — председатель Государственного комитета заготовок Совета Министров СССР — министр СССР. Член ЦК КПСС с 1939 года, кандидат в члены с 1952 года.
Умер в Москве 29 мая 1969 года.

## Награды
- 3 ордена Ленина (07.02.1939; 23.01.1948; 22.08.1961)
- Орден Красного Знамени
- Орден Богдана Хмельницкого I степени
- Орден Отечественной войны I степени (27.08.1943)
- Орден Трудового Красного Знамени (11.01.1957)
- Медаль «За трудовую доблесть» (25.12.1959)
- другие медали